# Kanał Nucka
Kanał Nucka (ang. canal of Nuck) – narząd szczątkowy u człowieka, kieszonka otrzewnej dochodząca do warg sromowych większych. U mężczyzn jego odpowiednikiem jest wyrostek pochwowy otrzewnej. 
Strukturę opisał holenderski anatom Anton Nuck w 1691 roku.